# Lechriodus
Lechriodus – rodzaj płazów bezogonowych z rodziny Limnodynastidae.

## Zasięg występowania
Rodzaj obejmuje gatunki występujące na Nowej Gwinei, we wschodniej Australii i na Wyspach Aru.

## Systematyka

### Etymologia
- Batrachopsis: gr. βατραχος batrakhos „żaba”[6]; οψις opsis „wygląd”[7]. Nazwa zajęta przez Batrachopsis Fitzinger, 1843 (Caudata).
- Lechriodus: gr. λεχριος lekhrios „ukośny”[8]; οδους odous, οδοντος odontos „ząb”[9]. Nazwa zastępcza dla Batrachopsis Boulenger, 1882.
- Phanerotis: gr. φανερος phaneros „jawny, widoczny”, od φαινω phainō „pokazać, ukazać”[10]; -ωτις ōtis „-uchy”, od ους ous, ωτος ōtos „ucho”[11]. Gatunek typowy: Phanerotis fletcheri Boulenger, 1890.

### Podział systematyczny
Do rodzaju należą następujące gatunki:
- Lechriodus aganoposis Zweifel, 1972
- Lechriodus fletcheri (Boulenger, 1890)
- Lechriodus melanopyga (Doria, 1875)
- Lechriodus platyceps Parker, 1940